# FFH-Gebiet Godelniederung / Föhr
Das FFH-Gebiet Godelniederung / Föhr ist ein NATURA 2000-Schutzgebiet in Schleswig-Holstein im Kreis Nordfriesland in den Gemeinden Utersum, Witsum, Borgsum und Nieblum an der Südwestküste der Insel Föhr im Naturraum Schleswig-Holsteinische Marschen und Nordseeinseln. Es hat eine Fläche von 149 ha. Die größte Ausdehnung liegt in Nordwestrichtung und beträgt 3,42 km. Die höchsten Erhebungen reichen bis zu 5 m über NN an mehreren Stellen an der landseitigen FFH-Gebietsgrenze. Das FFH-Gebiet erstreckt sich entlang der Küstenlinie von der Straße Wikingwai im Ortsteil Goting der Gemeinde Nieblum bis zur Straße Poolstich im Ortsteil Hedehusum der Gemeinde Utersum im Nordwesten. Die schmalste Stelle hat eine Breite von 140 m und liegt im Westen, die breiteste Stelle mit 830 m liegt im Osten.

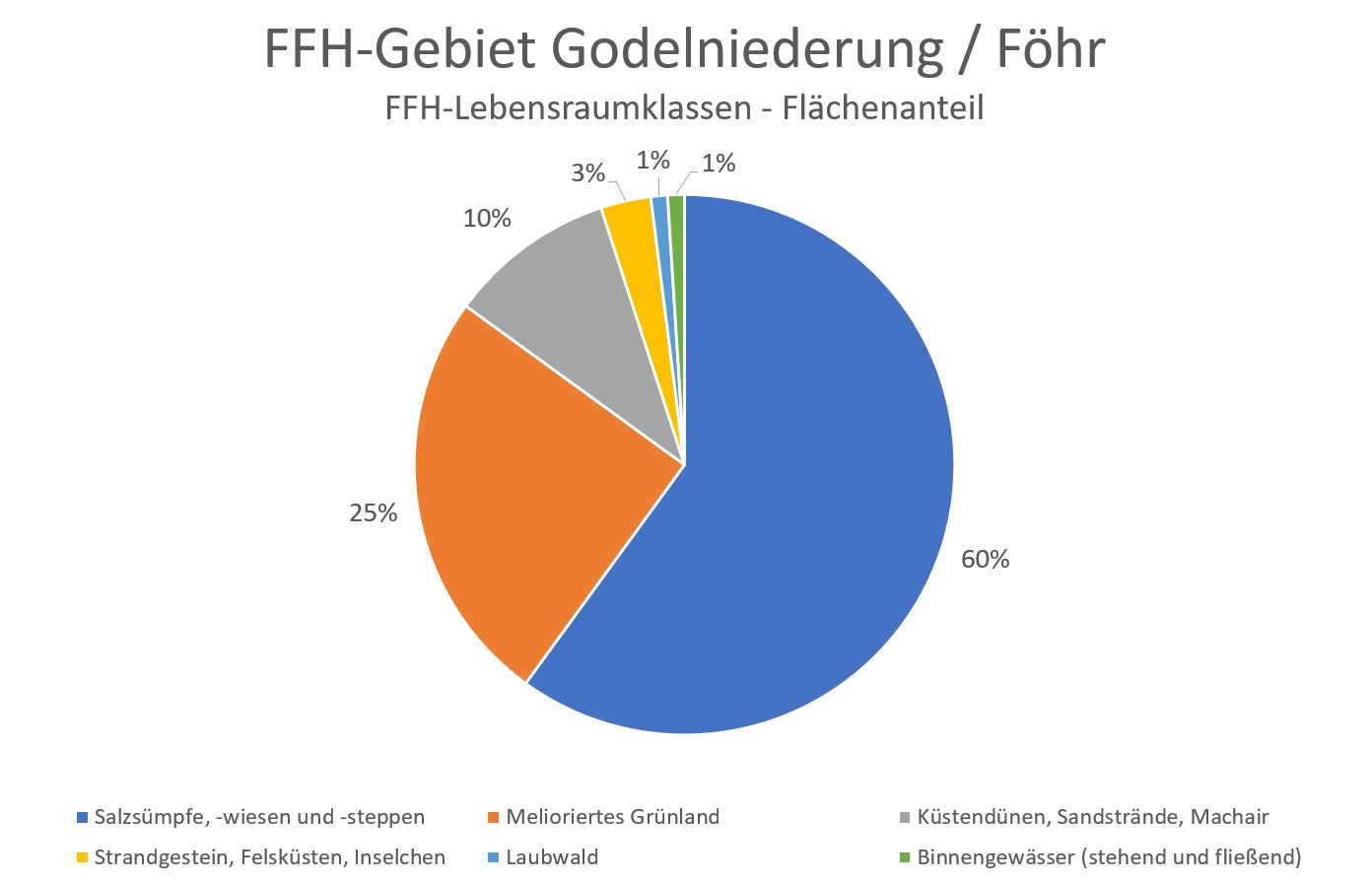
Diagramm 1: FFH-Lebensraumklassen im FFH-Gebiet Godelniederung / Föhr

Bei der Godelniederung handelt es sich um eine ehemalige Bucht im Wattenmeer, die im Laufe der Zeit durch Bildung einer Nehrung und Strandwällen vom Meer abgetrennt wurde. In diese Niederung hinein fließt von den höher gelegenen Salzwiesen von West nach Ost ein nur 1,5 km langer Süßwasserfluss, die Godel, der sich schließlich durch eine Öffnung im Strandwall in die Nordsee ergießt. Vom Osten her fließen noch zwei kleinere Bäche in die Niederung und mit eigenen kleinen Ästuaren in die Nordsee. Die Niederung ist der Tide ausgesetzt und wird bei Sturmfluten regelmäßig überflutet. In historischer Zeit wurde diese Niederung durch den Menschen trockengelegt und intensiv beweidet. Zum Schutz der Strandwälle vor Kantenabbruch bei Sturmfluten wurden im Jahre 2007 westlich der Godelmündung Küstenschutzmaßnahmen durchgeführt.
Fast zweidrittel der Fläche nimmt die FFH-Lebensraumklasse Salzwiesen ein, Einviertel sind melioriertes Grünland und 10 % Küstendünen und Sandstrände. Die restlichen 5 % teilen sich auf in Strandgestein, Laubwald und Binnengewässer, siehe auch Diagramm 1.

## FFH-Gebietsgeschichte und Naturschutzumgebung

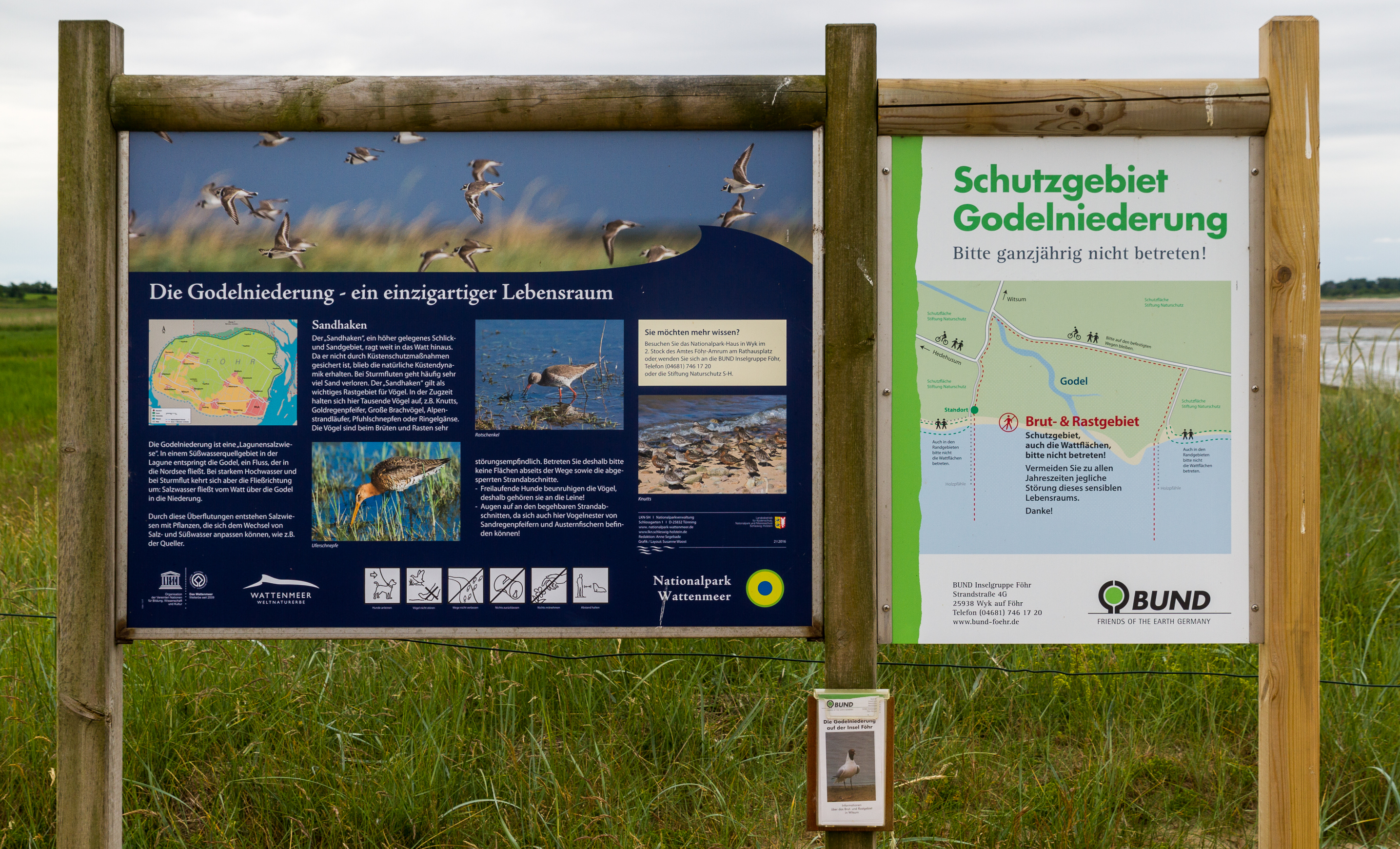
Infotafeln im FFH-Gebiet

Der NATURA 2000-Standard-Datenbogen (SDB) für dieses FFH-Gebiet wurde im Mai 2004 vom Landesamt für Landwirtschaft, Umwelt und ländliche Räume (LLUR) des Landes Schleswig-Holstein erstellt, im September 2004 als Gebiet von gemeinschaftlicher Bedeutung (GGB) vorgeschlagen, im November 2007 von der EU als GGB bestätigt und im Januar 2010 national nach § 32 Absatz 2 bis 4 BNatSchG in Verbindung mit § 23 LNatSchG als besonderes Erhaltungsgebiet (BEG) bestätigt. Der SDB wurde zuletzt im Mai 2019 aktualisiert. Die Erstellung eines Managementplans für das FFH-Gebiet wurde dem Sekretariat des Wattenmeer Plans 2010 zur Aufgabe gemacht. Dennoch wurde am 6. Juni 2016 vom Ministerium für Energiewende, Landwirtschaft, Umwelt und ländliche Räume des Landes Schleswig-Holstein ein eigener Managementplan veröffentlicht. Die Betreuung geschützter Gebiete in Schleswig-Holstein gem. § 20 LNatSchG wurde vom LLUR für dieses FFH-Gebiet dem Bund für Umwelt und Naturschutz Deutschland, Landesverband Schleswig-Holstein e.V. übertragen. Das FFH-Gebiet ist Teil des EU-Vogelschutzgebietes „Ramsar-Gebiet Schleswig-Holsteinisches Wattenmeer und angrenzende Küstengebiete“. Es grenzt zudem seeseitig an den Nationalpark Schleswig-Holsteinisches Wattenmeer und das Naturschutzgebiet Nordfriesisches Wattenmeer. Die Beschilderung im FFH-Gebiet erfolgt durch die Nationalparkverwaltung in Zusammenarbeit mit dem Gebietsbetreuer.

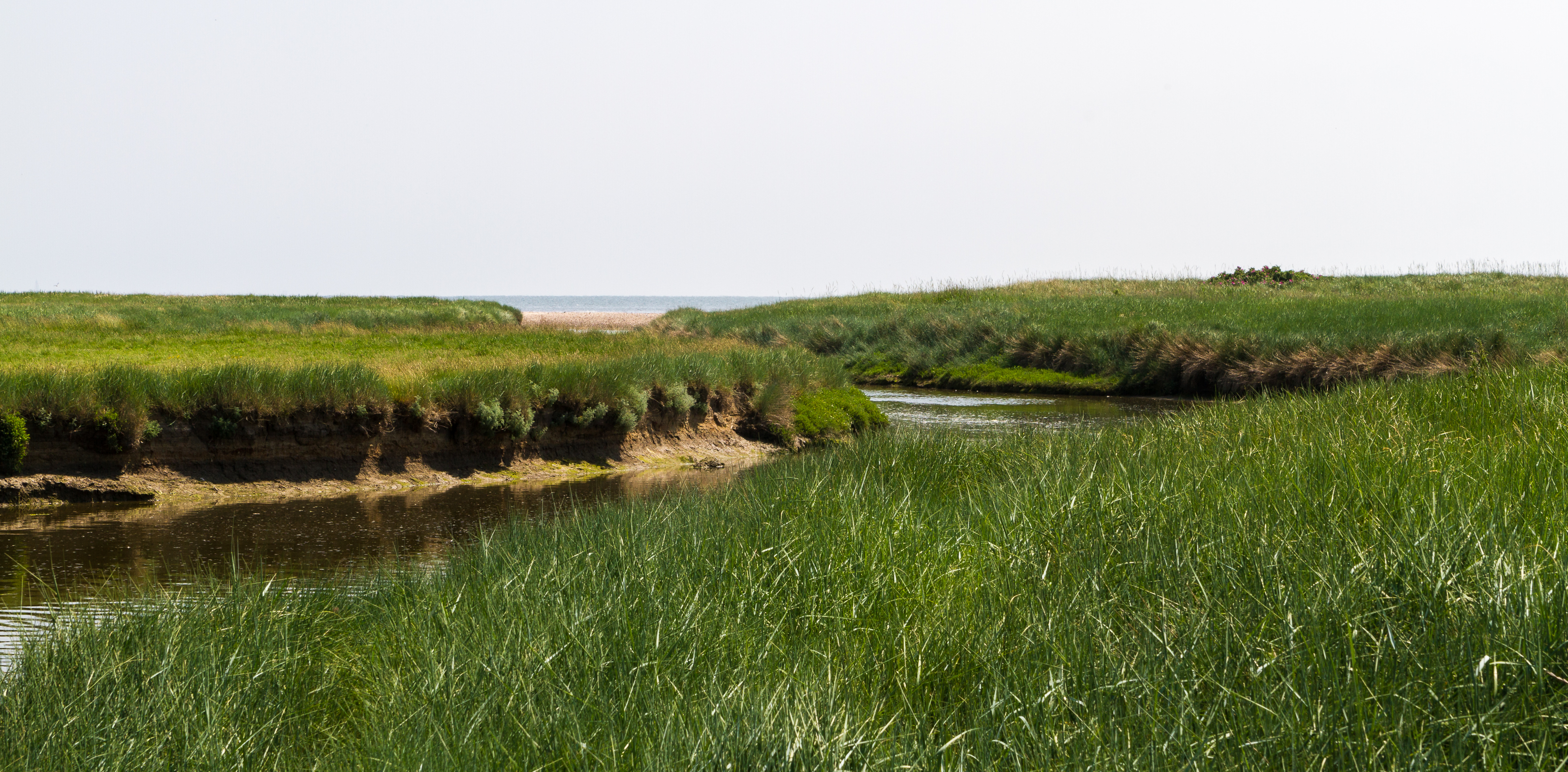
Die Godel fließt durch Salzwiesen

Der weitaus größte Teil der Fläche wird durch den Biotoptyp „KN Salzwiesen und Röhrichte der Nordsee“ eingenommen. Die Küste ist auf ganzer Länge durch einen schmalen Streifen des Biotoptyps „KS Strände“ geprägt. Im Westen und Osten ist diesem der Biotoptyp „KW Wattbereich“ vorgelagert. Am landseitigen Nord- und Westrand befindet sich ein breiter Gürtel von landwirtschaftlich genutzten Flächen der Biotoptypen „GM Mesophiles Grünland“ und „GI Artenarmes Intensivgrünland“. Das Niederungsgebiet ist kleinteilig von künstlichen Fließgewässern und Gräben durchzogen. Die Godel kann sich nur auf den letzten 500 m ihr Bett selbst frei gestalten. Bis auf wenige Flächen besteht das gesamte FFH-Gebiet aus gesetzlich geschützten Biotopen.

## FFH-Erhaltungsgegenstand

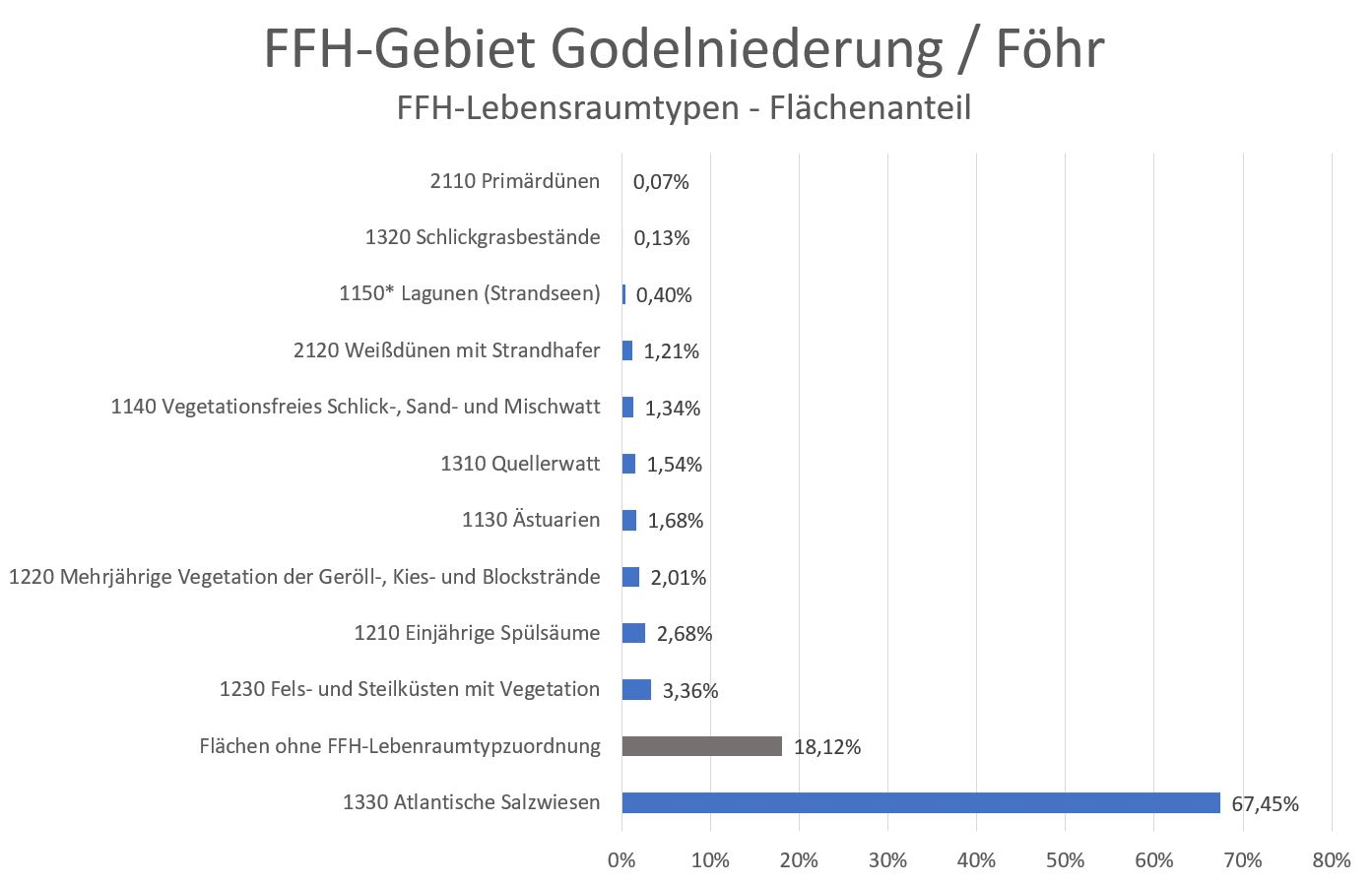
Diagramm 2: FFH-Lebensraumtypen im FFH-Gebiet Godelniederung / Föhr

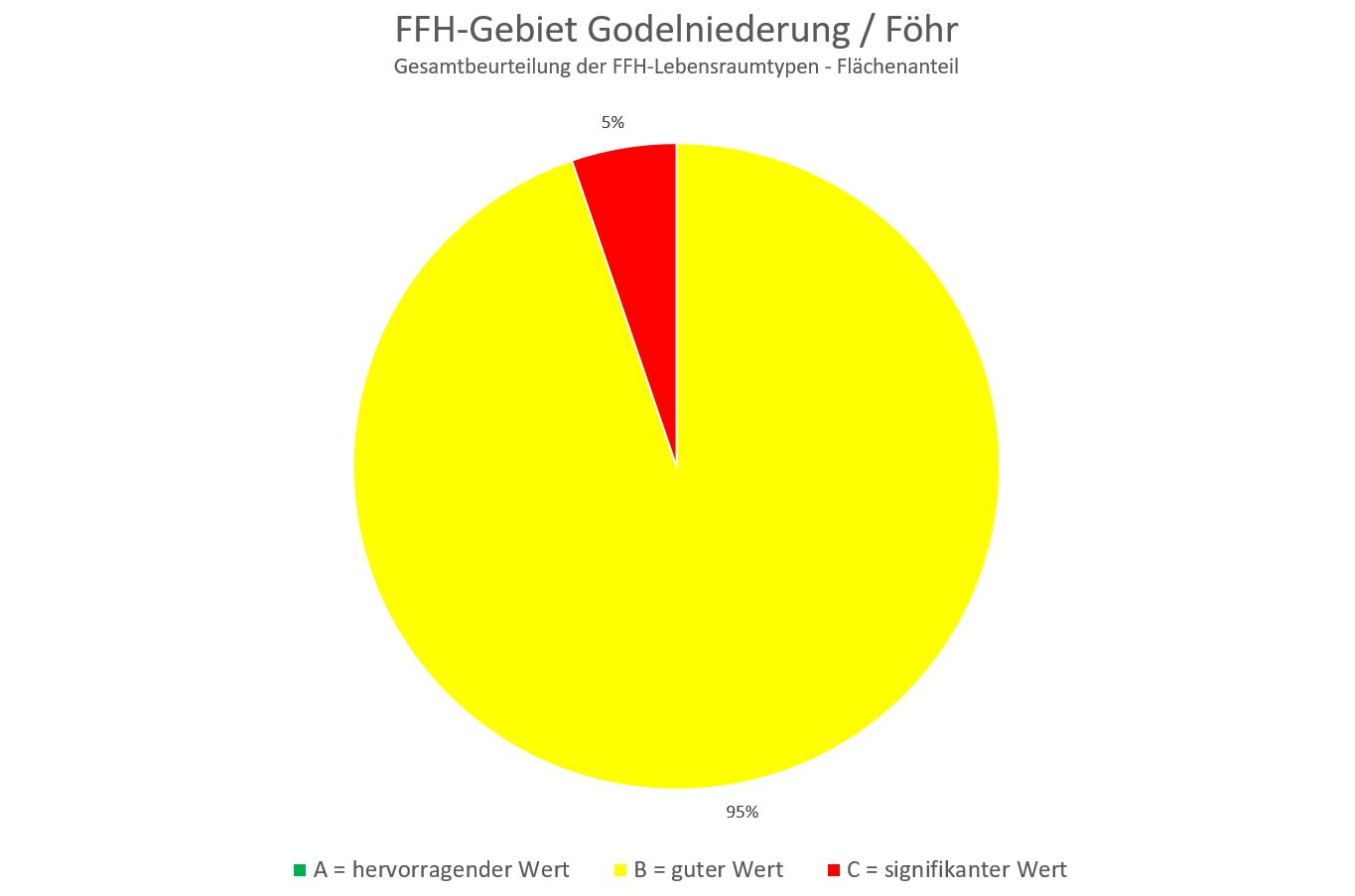
Diagramm 3: Gesamtbeurteilung der FFH-Lebensraumtypen

Laut Standard-Datenbogen vom März 2012 sind folgende FFH-Lebensraumtypen für das Gesamtgebiet als FFH-Erhaltungsgegenstände mit den entsprechenden Beurteilungen zum Erhaltungszustand der Umweltbehörde der Europäischen Union gemeldet worden (Gebräuchliche Kurzbezeichnung (BfN)):
FFH-Lebensraumtypen nach Anhang I der EU-Richtlinie:
- 1130 Ästuarien (Gesamtbeurteilung C)[14]
- 1140 Vegetationsfreies Schlick-, Sand- und Mischwatt (Gesamtbeurteilung C)[15]
- 1150* Lagunen (Strandseen) (Gesamtbeurteilung B)[16]
- 1210 Einjährige Spülsäume (Gesamtbeurteilung B)[17]
- 1220 Mehrjährige Vegetation der Geröll-, Kies- und Blockstrände (Gesamtbeurteilung B)[18]
- 1230 Fels- und Steilküsten mit Vegetation (Gesamtbeurteilung B)[19]
- 1310 Quellerwatt (Gesamtbeurteilung B)[20]
- 1320 Schlickgrasbestände (Gesamtbeurteilung B)[21]
- 1330 Atlantische Salzwiesen (Gesamtbeurteilung B)[22]
- 2110 Primärdünen (Gesamtbeurteilung C)[23]
- 2120 Weißdünen mit Strandhafer (Gesamtbeurteilung C)[24]

Der weitaus größte FFH-Lebensraumtyp im FFH-Gebiet ist der der Atlantischen Salzwiesen. Der Anteil der anderen liegt im unteren einstelligen Prozentbereich, siehe auch Diagramm 2. Die meisten FFH-Flächen haben eine gute Gesamtbeurteilung zugesprochen bekommen, siehe auch Diagramm 3.

## FFH-Erhaltungsziele
Aus den oben aufgeführten FFH-Erhaltungsgegenständen werden als FFH-Erhaltungsziele von besonderer Bedeutung die Erhaltung folgender Lebensraumtypen im FFH-Gebiet vom Ministerium für Energiewende, Landwirtschaft, Umwelt und ländliche Räume des Landes Schleswig-Holstein erklärt:
- 1150 Lagunen (Strandseen)
- 1210 Einjährige Spülsäume
- 1220 Mehrjährige Vegetation der Geröll-, Kies- und Blockstrände
- 1230 Fels- und Steilküsten mit Vegetation
- 1310 Quellerwatt
- 1330 Atlantische Salzwiesen
- 2110 Primärdünen
- 2120 Weißdünen mit Strandhafer

Aus den oben aufgeführten FFH-Erhaltungsgegenständen werden als FFH-Erhaltungsziele von Bedeutung die Erhaltung folgender Lebensraumtypen im FFH-Gebiet vom Ministerium für Energiewende, Landwirtschaft, Umwelt und ländliche Räume des Landes Schleswig-Holstein erklärt:
- 1320 Schlickgrasbestände

## FFH-Analyse und Bewertung

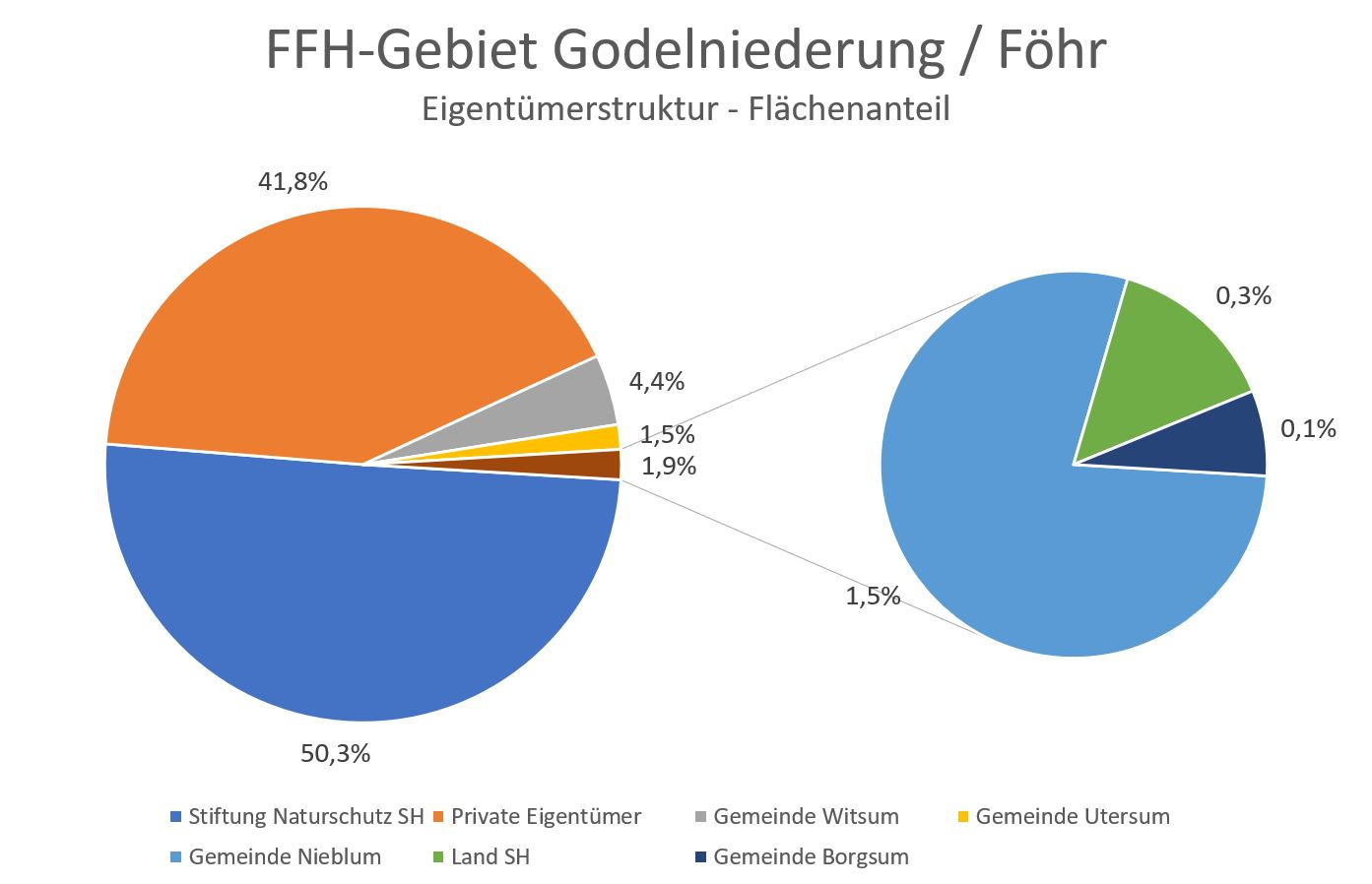
Diagramm 4: Eigentümer des FFH-Gebietes Godelniederung / Föhr

Das Kapitel FFH-Analyse und Bewertung im Managementplan beschäftigt sich unter anderem mit den aktuellen Gegebenheiten des FFH-Gebietes und den Hindernissen bei der Erhaltung und Weiterentwicklung der FFH-Lebensraumtypen. Die Ergebnisse fließen in den FFH-Maßnahmenkatalog ein. Der größte Teil der FFH-Fläche befindet sich im Besitz der Stiftung Naturschutz Schleswig-Holstein und der Kommunen, siehe auch Diagramm 4. Ein großer Teil befindet sich im Privatbesitz. Hier handelt es sich mehrheitlich um noch intensiv genutzte Acker- und Weideflächen am Nord, West- und Ostrand des FFH-Gebietes. Es wäre wünschenswert, diese Flächen ganz oder in Form eines Schutzstreifens aus der intensiven in die extensive Nutzung gegen Entschädigung zu überführen, um einen weiteren Eintrag von Nährstoffen in die Salzwiesen zu verringern. Damit könnte sich die Biodiversität im Schutzgebiet erhöhen. Das ganze FFH-Gebiet liegt im EU-Vogelschutzgebiet „Ramsar-Gebiet Schleswig-Holsteinisches Wattenmeer und angrenzende Küstengebiete“. Die Salzwiesen sind ein bedeutendes Rast- und Brutgebiet für viele Vogelarten. Auf Föhr haben sie ideale Brutbedingung, da es auf der Insel keine Füchse gibt. Die Küste vor der Godelniederung ist einer Erosion von 0,5 m/Jahr ausgesetzt. Ohne Küstenschutzmaßnahmen würde der Strandwall immer flacher und die Niederung würde ständig überflutet werden.

## FFH-Maßnahmenkatalog
Der FFH-Maßnahmenkatalog im Managementplan führt neben den bereits durchgeführten Maßnahmen geplante Maßnahmen zur Erhaltung und Entwicklung der FFH-Lebensraumtypen im FFH-Gebiet an. Konkrete Empfehlungen sind in 30 Maßnahmenblättern und einer Maßnahmenkarte beschrieben. Alle Maßnahmen sollen dafür sorgen, dass der gute Zustand der meisten FFH-Lebensraumtypen im FFH-Gebiet erhalten bleibt, beziehungsweise bei Mängeln wiederhergestellt wird. Die Godel und die beiden Bäche in der Niederung sollen sich frei in ihrem Verlauf entwickeln können. Aktive Regulierungsmaßnahmen sollen nicht stattfinden. Eine mechanische Strandräumung findet nicht mehr statt und beschränkt sich auf gelegentliche Müllsammelaktionen bei schonendem Abtransport des Sammelgutes. Die Neophytenbekämpfung muss unter geringer Beeinträchtigung der heimischen Pflanzen vorgenommen werden. Die drei Lagunen des Gebietes sollen sich ungehindert entwickeln können. Für die gute Entwicklung der Bereiche für Bodenbrüter müssen diese Flächen offen gehalten werden.

## FFH-Erfolgskontrolle und Monitoring der Maßnahmen
Eine FFH-Erfolgskontrolle und Monitoring der Maßnahmen findet in Schleswig-Holstein alle 6 Jahre statt. Mit Stand 8. Februar 2021 wurden noch keine Ergebnisse eines Folgemonitorings veröffentlicht.